# STS-60
STS-60は、アメリカ合衆国とロシアによるシャトル・ミール計画の最初のミッションであり、セルゲイ・クリカレフがロシアの宇宙飛行士として初めてスペースシャトルに搭乗した。1994年2月3日にスペースシャトル・ディスカバリーでケネディ宇宙センター第39発射施設Aから打ち上げられた。このミッションでは、ウェークシールド・ファシリティ(WSF)とスペースハブが軌道に運ばれ、また宇宙ステーションミール上から、音声のリアルタイム双方向リンクを行った。

## 乗組員
- 船長 - チャールズ・ボールデン （4度目）
- 操縦手 - ケネス・レイトラー（英語版） （2度目）
- ミッションスペシャリスト1 - ジャン・デイビス（英語版） （2度目）
- ミッションスペシャリスト2 - ロナルド・セガ（英語版） （初）
- ミッションスペシャリスト3 - フランクリン・チャン＝ディアス （4度目）
- ミッションスペシャリスト4 - セルゲイ・クリカレフ, RKA （3度目）

## ミッションハイライト
外部燃料タンクの切り離しとメインエンジンの停止の後、スペースシャトル軌道制御システムが7:52(EST)から2.5分間燃焼し、74×352 kmの軌道から353×352 kmの軌道に乗せた。打上げ直後、操縦手のケネス・レイトラーのヘッドセットに問題が発生し、スペアと交換した。8:45(EST)頃に乗組員は軌道上の運用に入った。
軌道に達した直後、乗組員はディスカバリーのシステムを点検し、スペースハブ及びいくつかの実験装置を起動した。また、ペイロードベイのGetaway Special実験のうち1グループの機器も起動した。
スペースハブの機器には、製薬や生物工学に有益な細胞分離技術の研究のために設計されたOrganic Separations payload、ベアリング、切削工具、エレクトロニクス等に使えるより強くて軽くて耐久性のある金属を探索するために設計された炉であるEquipment for Controlled Liquid Phase Sintering Experiment package等があった。起動されたスペースハブのミッドデッキの機器には、軌道上でのラットの免疫系を観察するためのImmune-1、構造をより容易に研究できる大きく秩序だったタンパク質結晶を成長させるCommercial Protein Crystal Growth packageがあった。乗組員の睡眠時間は、18:10(EST)から始まった。
2月5日6:30(EST)、不注意により、排水の氷の結晶の雲がディスカバリー内を漂う事態となった。飛行管制官は、約大匙1杯分の排水がゴミ捨てノズルから漏れていたと判断した。
WSFの展開作業は、土曜日にキャンセルになった。この遅延は、電波干渉や、オービタのペイロードベイが日光で照らされ、WSFの表示灯が読み取れなかったこと等、複数の要因の結果である。当初、展開は10:00(CST)を予定していたが、自由飛行する機体を掴んでカーゴベイの外に持ち上げ、展開前の位置に置いた後、乗組員と地上管制員は、電源と送信機の表示灯が適切な値を示しているかどうか読み取ることができなくなった。この問題がシステム故障ではなくステータスライトの読取り困難に起因するものであることが明らかになった後、再度の展開の準備が行われた。WSFとペイロードベイ上の受信機の間の電波送信の干渉により、1日遅れた。
WSFの展開は、2月6日12:25、軌道53周目にも試みられたが、姿勢制御システムの回転センサの問題により再度延期された。
宇宙飛行士のジャン・デーヴィスは、シャトル・リモート・マニピュレータ・システム(RMS)を動かし、センサの電子回路を温めるために、Horizon Sensorを太陽の方向に向けようとした。この日の最後の展開の機会は、54周目となる2:23(EST)からの50分間だったが、準備が整わなかった。乗組員の睡眠中もRMSに搭載したままとし、地上管制官が可能なオプションを検討した。RMSの端に一晩留まって、WSFは、2つの薄いガリウムヒ素フィルムを成長させることができた。次の展開の機会は2月7日の67周目だったが、緊急時にHorizon Sensorを使わずに安定な高度制御をすることができないため、安全が確保されず、実施できなかった。このミッションの残りの期間、WSFはRMSの先に付けたまま運用することが決定された。
2月7日、スペースハブでは多くの実験が行われた。実験としては、Three-Dimensional Microgravity Accelerometer (3-DMA)、Astroculture Experiment (ASC-3)、Bioserve Pilot Lab (BPL)、Commercial Generic Bioprocessing Apparatus Experiment (CGBA)、Commercial Protein Crystal Growth Experiment (CPCG)、Controlled Liquid Phase Sintering (ECLiPSE-Hab)、Immune Response Studies Experiment (IMMUNE-01)、Organic Separation Experiment (ORSEP)、Space Experiment Facility (SEF)、Penn State Biomodule (PSB)及びSpace Acceleration Measurement System (SAMS)があった。クリカレフは、SAMS実験を行った。
2月8日7:38(EST)、グッド・モーニング・アメリカは、ディスカバリー上の宇宙飛行士及びミール上の3人の宇宙飛行士との間で生中継を行った。ディスカバリーは太平洋上、ミールはアメリカ合衆国南部上空にあった。その後、3-DMA実験の表示灯に若干の問題が生じ、支援を求めるため、地上にビデオを送信した。飛行6日目は、19:10(EST)に終了した。
飛行7日目（2月9日）は、3:20(EST)に始まった。ODERACSの運用は97周目の9:55(EST)、BREMSATの展開は14:50(EST)に予定されていた。WSFの実験は終了したが、遠隔測定の問題により、6回目及び最終の薄膜の成長は行えなかった。WSFが係留される前の5回の薄膜形成は行うことができた。WSFの停止は、8:10(EST)に完了した。
7:58(EST)、船長のボールデンは、船長キャビンの窓の下にある、ディスカバリー前方の姿勢制御スラスタの周りの熱防護システムのブランケットの1つが剥がれかかっていることを地上に報告した。ジャン・デーヴィスは、RMSの電源を落として格納しようとしていたところ、その作業を中止し、RMSを用いてオービタの全面左側をカメラ調査することを指示された。14:20(EST)、BREMSATのモーメンタムホイールが回転し始め、14:23(EST)に1 m/sの速度で放出された。
飛行8日目（2月10日）には、地球に帰還するための多くの作業が行われた。その中には、44個全ての姿勢制御ジェットの点火試験、飛行制御システムの点検、SAREXやCPCGの積込み、ASC-3やORSEPの停止、不必要なキャビンの物品およびKu帯アンテナの積込み等があった。
飛行9日目（2月11日）には、全ての再突入システムの起動、SAMSやCAPLの停止、脱起動の準備等が行われた。地上管制官は、8:00(EST)にスペースハブの停止作業を始めるよう指示を出し、8:20(EST)に完了した。14:18:41(EST)にケネディ宇宙センターの15番滑走路に着陸した。